# Timeless 2013 (album)
Albums de Mylène Farmer
Monkey Me
(2012) Interstellaires
(2015)
Singles
1. Diabolique mon ange (Live)
Sortie : 4 décembre 2013

Timeless 2013 est le sixième album live de Mylène Farmer, paru le 9 décembre 2013 chez Polydor.
Enregistré lors des concerts du 24, 25, 27 et 28 septembre 2013 à la Halle Tony-Garnier de Lyon, ce double album de 18 titres retrace le spectacle Timeless 2013, qui a rassemblé plus de 500 000 spectateurs. Soutenant l'album Monkey Me, cette tournée s'est déroulée en France (dont dix soirs à Bercy), mais aussi en Belgique, Suisse, Russie et Biélorussie.
Certifié disque de platine en France et disque d'or en Belgique, l'album (sur lequel il manque quelques chansons du spectacle) s'écoule à plus de 200 000 exemplaires.
Le film Timeless 2013 présente quant à lui l'intégralité du spectacle. Diffusé dans 230 salles de cinéma le 27 mars 2014, il rassemble plus de 107 000 spectateurs en un soir, battant ainsi le record du nombre de spectateurs pour ce type d'évènement.
Le DVD du spectacle paraît le 16 mai 2014. En un mois, il s'écoule à plus de 170 000 exemplaires en France, où il est certifié DVD de diamant et reste n°1 des ventes durant 21 semaines.

## Histoire

### Genèse
Deux ans après le grand succès rencontré par Bleu noir, le premier album de Mylène Farmer réalisé sans Laurent Boutonnat, la chanteuse fait de nouveau appel à ce dernier afin de composer l'album Monkey Me, qui sort en décembre 2012.
No 1 des ventes dès sa sortie, l'album s'écoule à plus de 500 000 exemplaires en quelques semaines, recevant un disque de diamant en France et un disque de platine en Belgique.
Quatre ans après son Tour 2009 qui l'avait notamment menée sur la scène du stade de France pour deux soirs, Mylène Farmer repart en tournée avec le spectacle Timeless 2013, traversant la France (dont dix soirs à Bercy), mais aussi la Belgique, la Suisse, la Russie et la Biélorussie, réunissant un total de plus de 500 000 spectateurs.

### Sortie

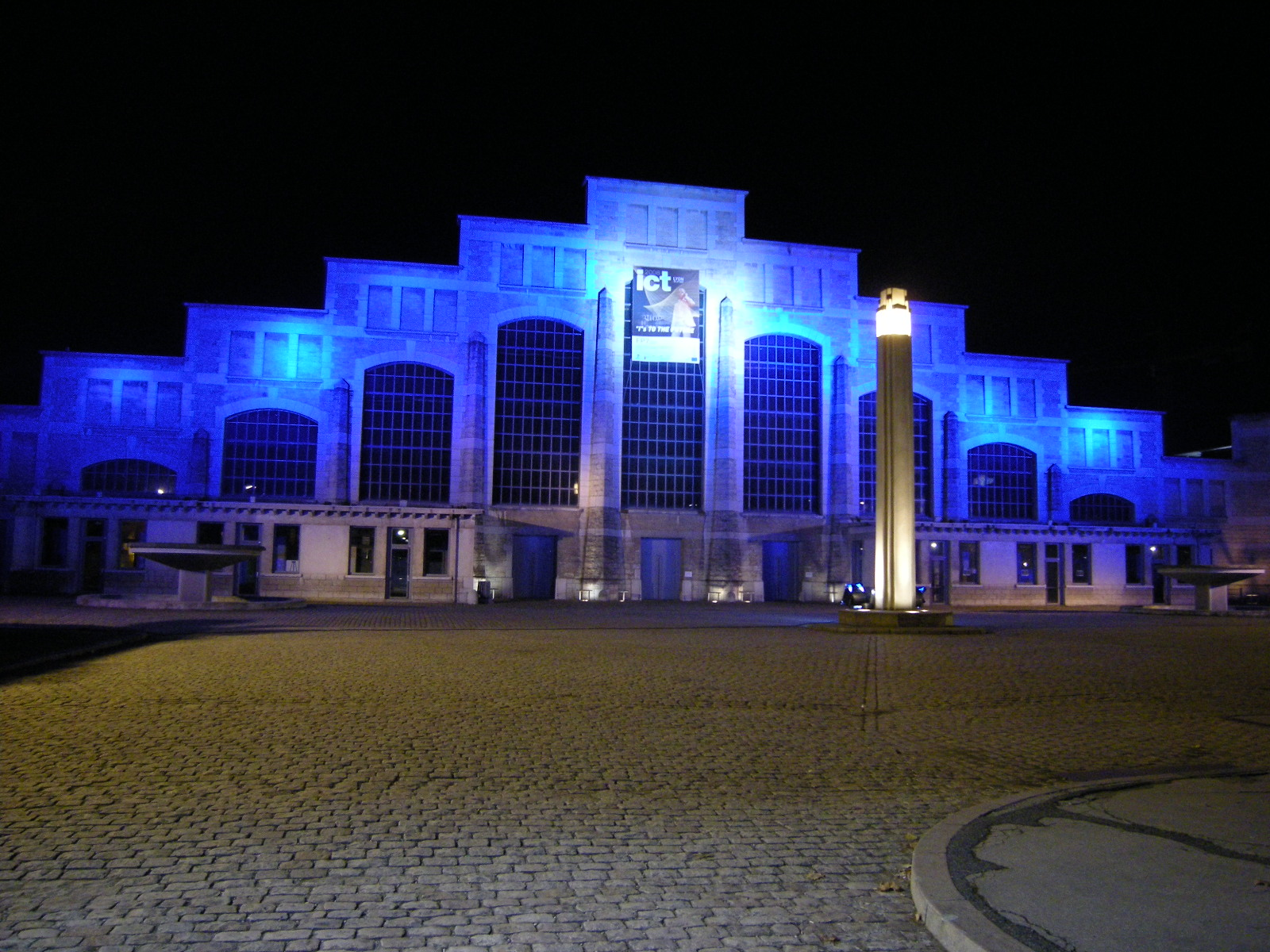
La halle Tony-Garnier de Lyon.

Enregistré lors des concerts du 24, 25, 27 et 28 septembre 2013 à la Halle Tony-Garnier de Lyon, l'album Timeless 2013 paraît le 9 décembre 2013 (trois jours après la dernière date de la tournée).
Bien que Mylène Farmer n'en fasse aucune promotion, l'album se classe directement n°2 des ventes en France (derrière Racine Carrée de Stromae), s'écoulant à plus de 71 000 exemplaires en une semaine. Certifié disque de platine en France et disque d'or en Belgique, il se vend à plus de 200 000 exemplaires.
Le film du spectacle est diffusé dans 230 salles de cinéma le 27 mars 2014, rassemblant plus de 107 000 spectateurs en un soir et battant ainsi le record du nombre de spectateurs pour ce type d'évènement.
Le DVD du spectacle paraît le 16 mai 2014. En un mois, il s'écoule à plus de 170 000 exemplaires en France, où il est certifié DVD de diamant et reste n°1 des ventes durant 21 semaines. N°1 des ventes en Belgique durant 16 semaines, le DVD se classe également n°1 en Suisse et atteint la 8e place aux Pays-Bas.

## Pochette

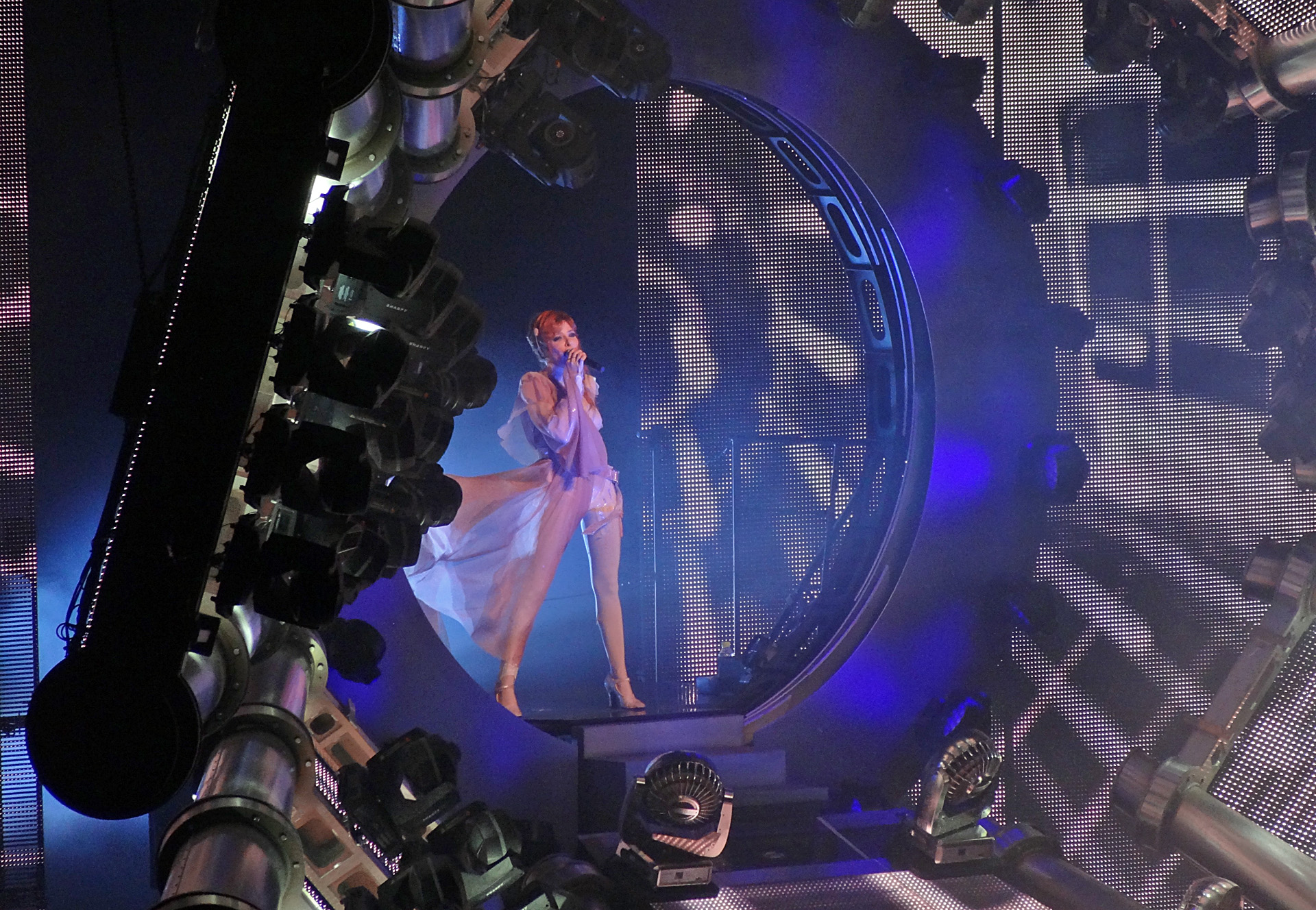
L'entrée en scène de Mylène Farmer.

La pochette de l'album présente une photo de l'entrée en scène de Mylène Farmer, prise par le photographe Robin. Entourée de plusieurs projecteurs, la chanteuse se tient debout au centre d'un cercle avec sa traîne qui vole au vent, sous des lumières bleutées.
La photo de la pochette du DVD est légèrement différente : celle-ci présente exactement la même mise en scène (bien que moins lumineuse) et est signée par Nathalie Delépine.

## Liste des titres

### Double CD et 33 tours
Quatre titres présents dans le spectacle n'apparaissent pas sur le double CD ni sur le triple 33 tours : Elle a dit, Je te dis tout, Et pourtant... et Maman a tort.

La bande-annonce du film du spectacle est disponible sur le CD.
| 1.  | Timeless Genesis                                |                     | Laurent Boutonnat | 4:30 |
| 2.  | À force de...                                   | Mylène Farmer       | Laurent Boutonnat | 4:25 |
| 3.  | Comme j'ai mal                                  | Mylène Farmer       | Laurent Boutonnat | 3:53 |
| 4.  | C'est une belle journée                         | Mylène Farmer       | Laurent Boutonnat | 6:18 |
| 5.  | Monkey Me                                       | Mylène Farmer       | Laurent Boutonnat | 4:52 |
| 6.  | Slipping Away (Crier la vie) (en duo avec Moby) | Moby, Mylène Farmer | Moby              | 3:55 |
| 7.  | Oui mais... non                                 | Mylène Farmer       | RedOne            | 4:36 |
| 8.  | Mad World (en duo avec Gary Jules)              | Roland Orzabal      | Roland Orzabal    | 3:46 |
| 9.  | Les mots (en duo avec Gary Jules)               | Mylène Farmer       | Laurent Boutonnat | 5:13 |
| 10. | Désenchantée                                    | Mylène Farmer       | Laurent Boutonnat | 7:04 |
| 11. | Bleu noir                                       | Mylène Farmer       | Moby              | 4:14 |
| 12. | Diabolique mon ange                             | Mylène Farmer       | Darius Keeler     | 6:58 |

| 1. | Sans contrefaçon                 | Mylène Farmer | Laurent Boutonnat | 4:51 |
| 2. | Je t'aime mélancolie             | Mylène Farmer | Laurent Boutonnat | 6:36 |
| 3. | XXL                              | Mylène Farmer | Laurent Boutonnat | 4:42 |
| 4. | À l'ombre                        | Mylène Farmer | Laurent Boutonnat | 5:07 |
| 5. | Inséparables                     | Mylène Farmer | Moby              | 4:58 |
| 6. | Rêver                            | Mylène Farmer | Laurent Boutonnat | 6:29 |
| 7. | Timeless 2013 - le film (Teaser) |               |                   | 4:58 |

### DVD et Blu-Ray
Le film intégral du spectacle est sorti en DVD et en Blu-Ray en mai 2014.

## Description de l'album et de la vidéo

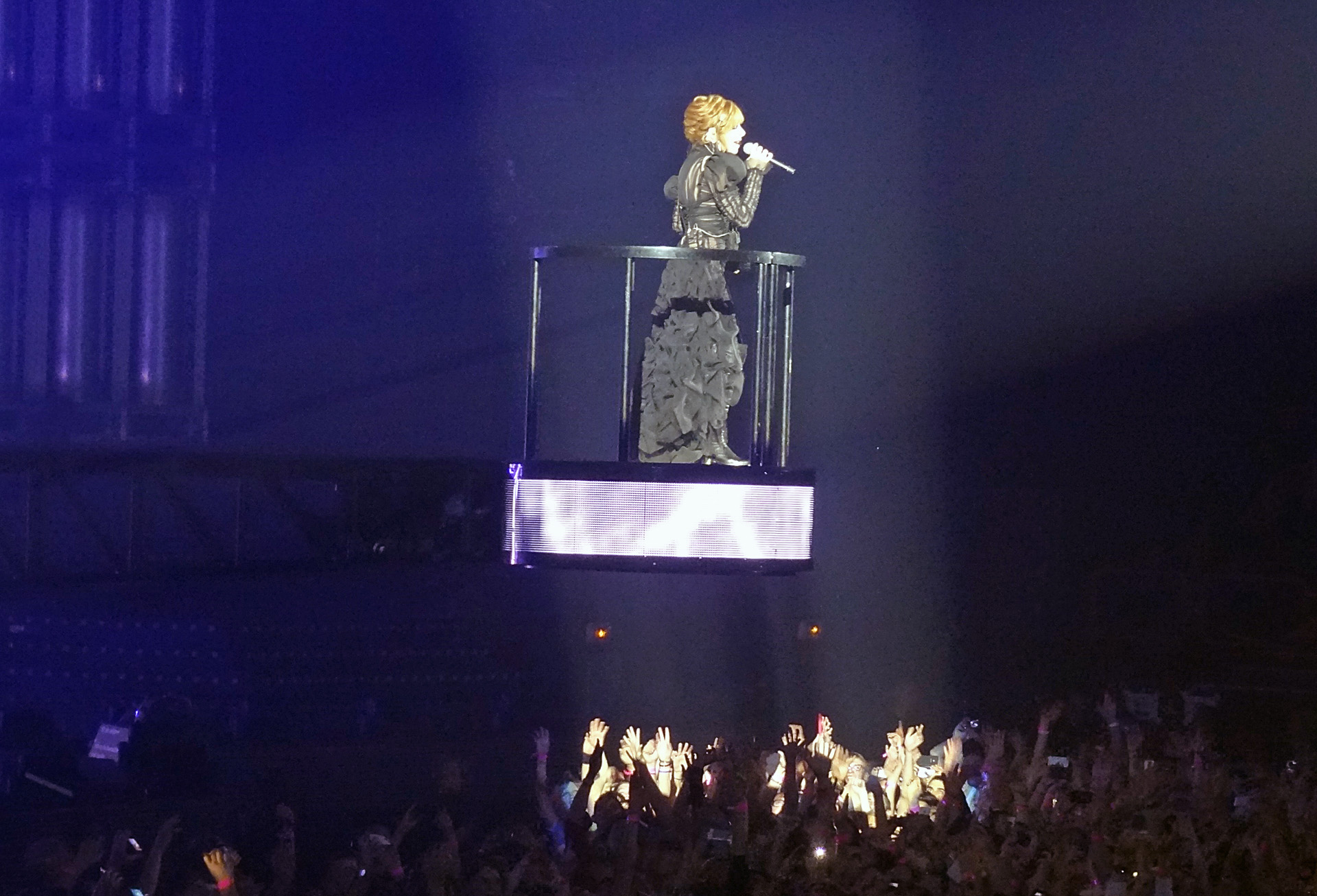
Mylène Farmer interprétant Bleu noir sur une nacelle au-dessus du public.

Composé de 18 titres, ce double album retrace la tournée Timeless 2013 de Mylène Farmer. Enregistré lors des concerts du 24, 25, 27 et 28 septembre 2013 à la Halle Tony-Garnier de Lyon, il comprend :
- un titre instrumental servent d'introduction, Timeless Genesis ;
- quatre titres issus de l'album Bleu noir : les singles Oui mais... non et Bleu noir, ainsi que Diabolique mon ange (qui a servi de single promotionnel à l'album Live) et Inséparables ;
- trois titres issus de l'album Monkey Me : les singles À l'ombre et Monkey Me, ainsi qu'À force de... ;
- des titres présents sur les albums Ainsi soit je... (Sans contrefaçon), L'Autre... (Désenchantée, Je t'aime mélancolie), Anamorphosée (XXL, Comme j'ai mal, Rêver) et sur le Best of Les mots (Les mots, C'est une belle journée), ainsi que Slipping Away (Crier la vie), un single inédit en duo avec Moby sorti en 2006 ;
- une reprise de la chanson de Tears for Fears, Mad World, que la chanteuse interprète en piano-voix en duo avec Gary Jules.

Quatre titres présents dans le spectacle n'apparaissent pas sur l'album mais figurent bien sur le DVD et le Blu-Ray : Elle a dit et Je te dis tout (extraits de Monkey Me), Et pourtant... (extrait d'Avant que l'ombre...) et Maman a tort (extrait de Cendres de lune). Pour ce dernier, la chanteuse n'interprète que le premier couplet de la chanson, avant de le faire reprendre par le public.

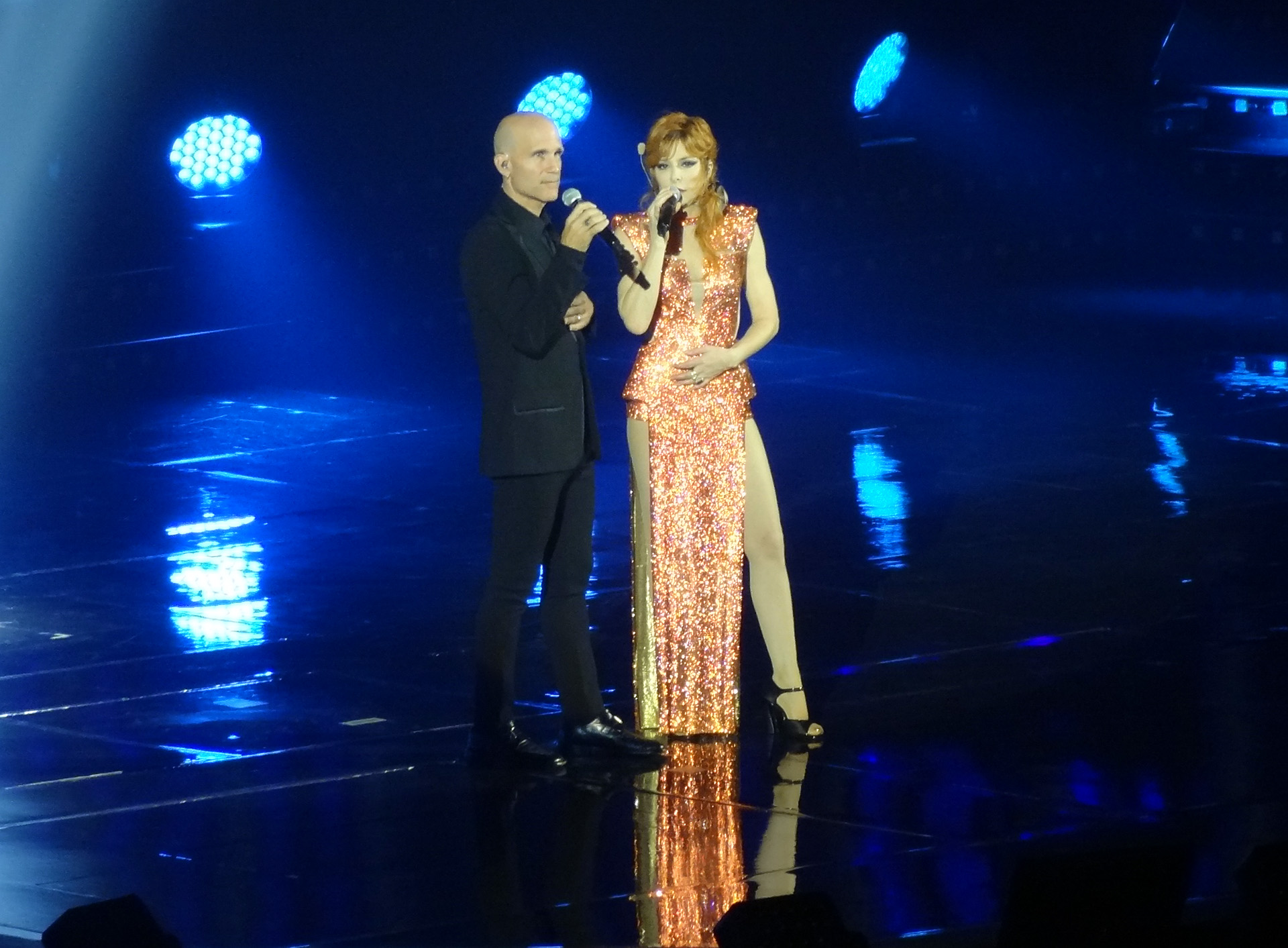
Mylène Farmer et Gary Jules.

Plusieurs chansons sont revisitées, à l'instar de Comme j'ai mal et XXL qui proposent des versions crescendo, Sans contrefaçon qui incorpore une rythmique martiale, ou encore Diabolique mon ange pour laquelle un final très rock est ajouté. Les mots, qui était à l'origine un duo avec Seal, est interprétée en piano-voix avec Gary Jules.
Réalisé par François Hanss, le film du spectacle intègre un générique de fin au son de la version instrumentale de A-t-on jamais, un titre présent sur l'album Monkey Me.
 
Plusieurs bonus sont proposés sur le DVD, montrant notamment un entretien avec Jean-Paul Gaultier (Timedress), des reportages sur la robotique (Oh les Filles), la logistique technique (Tech Me) et la création des images de scène (Eye Screen), mais aussi les coulisses des répétitions (Show Me), le journal de la tournée (Time After Time) et des images plus intimes tournées par la chanteuse elle-même (In Time).

## Accueil critique
- « Mylène Farmer entonne ses plus grands tubes comme les chansons de ses albums les plus récents. Les sonorités disco, rock et électro se mêlent, et l'album capte toute l'énergie et le talent de la diva rousse. » (Direct Matin)[20]
- « Un album très lisse, sans doute soigneusement retravaillé en studio, où l'on ne perçoit que très peu la rumeur du public mais où la voix de la diva française est particulièrement mise en avant. » (France Info TV)[21]
- « Le réalisateur a eu le souci du détail et retranscrit un maximum d'émotions en images. On regrette toutefois qu'il n'y ait pas plus de plans larges qui auraient permis de se remémorer les différents effets pyrotechniques, point fort de ce spectacle. » (Charts in France)[22]
- « Il faudra certainement plusieurs visionnages pour saisir tous les détails de l'abondance d'images orchestrées par François Hanss qui semble pouvoir se glisser partout, jusque dans les yeux des robots, pour des points de vue totalement inédits. Une fois encore, Mylène Farmer et son équipe délivrent bien plus qu'une simple captation de concert, mais bien un film vivant tourné en sensorama et dont les images et sons laissent le spectateur vibrant de longs instants après le générique de fin. » (DVD FR)[23]
- « Une prestation flamboyante en mouvement perpétuel résolument tournée vers l'avenir, où la réalisation donne l'impression que la chanteuse fait corps avec son public pour nous offrir un spectacle vivant débordant d'émotion. Au final, une authenticité renversante comme si on y était, mais avec cette position privilégiée à la fois exclusive, omnisciente et multiple qui reste normalement l'apanage des grands films de cinéma. [...] Un encodage miraculeux qui relevait de la mission impossible avec ses feux d'artifice d'éclairages, ses tableaux or, rouge, bleu et gris ainsi que son final enfumé. Mais le travail de titan abattu offre un résultat au-delà des espérances les plus folles. » (Les Années Laser)[24]
- « Bien sûr, rien ne peut remplacer le fait d'être présent dans la salle, de vivre réellement l'ambiance. Mais la réalisation donne une bonne idée de la débauche de moyens techniques mis en œuvre (ah, ces ballets de robots...), le tout accompagné d'une pléthore de bonus. » (Ciné Télé Revue)[25]
- « Un résultat époustouflant, encore jamais réalisé jusqu'à présent par un artiste français en Live. [...] L'image est magnifique, le son nuancé et percutant... bref, on est loin des captations de concert vite faites mal faites qui inondent le marché. » (Nord Éclair)[26]
- « Le concert en lui-même est spectaculaire et futuriste avec quelques belles trouvailles (les robots animés dansant en rythme) alors que les jeux de lumière sont un régal. [...] Si on regrette des chorégraphies par moments assez simplistes (on est loin du niveau américain), retenons les superbes costumes de Jean-Paul Gaultier dont la conception est dévoilée dans un deuxième DVD rempli de bonus relativement intéressants. » (L'Avenir)[27]
- « Deux heures de tubes, plus ou moins récents, une chorégraphie au millimètre, des tenues (signées Jean-Paul Gaultier) divines, et de fabuleux moments de musique (à l'image du final instrumental de Diabolique mon ange) portés par une voix forte et juste, bien éloignée de la caricature qu'on peut en faire. On ressort de ce film soufflé, comme vidé par autant de grâce et d'audace. » (What-Hifi)[28]
- « Comme chaque fois avec Mylène, les choses ont été bien faites. Le premier DVD propose l'intégrale du show, un spectacle une fois de plus grandiose. [...] Le second DVD est tout aussi passionnant, avec les explications de Jean-Paul Gaultier sur son inspiration et sa façon d’œuvrer avec Mylène, les interviews du concepteur des robots, de la réalisatrice des visuels, des danseurs, etc. [...] Mylène est de fait la seule en France à proposer un tel show qui parvient à préserver l'émotion dans le gigantisme. » (Le Soir)[29]

## Single
Cinq jours avant la sortie de l'album, la chanson Diabolique mon ange (Live) est envoyée en radios. Ce titre, dont la version originale figurait sur l'album Bleu noir, est signé par Mylène Farmer et Darius Keeler du groupe Archive.

Un clip de sept minutes est diffusé à partir du 13 décembre 2013, compilant plusieurs extraits du spectacle.

## Classements et certifications
Bien que Mylène Farmer n'en fasse aucune promotion, l'album Timeless 2013 se classe directement n°2 des ventes en France (derrière Racine Carrée de Stromae), s'écoulant à plus de 71 000 exemplaires en une semaine. Certifié disque de platine en France et disque d'or en Belgique, il se vend à plus de 200 000 exemplaires.
Paru cinq mois plus tard, le DVD du spectacle s'écoule à plus de 170 000 exemplaires en France en un mois. Certifié DVD de diamant, il restera n°1 des ventes durant 21 semaines.

Il se classe également n°1 en Belgique durant 16 semaines, n°1 en Suisse (4 semaines) et atteint la 8e place aux Pays-Bas.
| Classement                   | Meilleure position |
| ---------------------------- | ------------------ |
| Belgique (Flandres Ultratop) | 82                 |
| Belgique (Wallonie Ultratop) | 2                  |
| France (SNEP)                | 2                  |
| Grèce (IFPI Greece)          | 69                 |
| Suisse (Schweizer Hitparade) | 13                 |
| Suisse (Suisse romande)      | 2                  |

| Classement annuel (2013)     | Position |
| ---------------------------- | -------- |
| Belgique (Wallonie Ultratop) | 91       |
| France (Top Albums SNEP)     | 27       |

| Classement annuel (2014)     | Position |
| ---------------------------- | -------- |
| Belgique (Wallonie Ultratop) | 36       |
| France (Top Albums SNEP)     | 127      |

### Certifications
| Pays             | Certification |
| ---------------- | ------------- |
| Belgique (Album) | Or            |
| France (Album)   | Platine       |
| France (DVD)     | Diamant       |

## Crédits
| - Paroles : Mylène Farmer, sauf : - Slipping Away (Crier la vie) : Moby et Mylène Farmer - Mad World : Roland Orzabal - Maman a tort : Jérôme Dahan - Musique : Laurent Boutonnat, sauf : - Slipping Away (Crier la vie), Bleu noir et Inséparables : Moby - Oui mais...non : RedOne - Mad World : Roland Orzabal - Maman a tort : Jérôme Dahan et Laurent Boutonnat - Diabolique mon ange : Darius Keeler - Conception et direction artistique : Mylène Farmer et Laurent Boutonnat - Management et production du spectacle : Thierry Suc - Direction musicale, claviers et piano : Yvan Cassar - Claviers : Eric Chevalier - Guitares : Bernard Gregory Suran Jr et Peter Thorn - Basse : Jonathan Button - Batterie : Charles Paxson - Choristes : Estha Divine et Johanna Manchec - Album enregistré par Jérôme Devoise et Stéphane Plisson - Réalisation et mixage : Jérôme Devoise au Studio Digital Encoding System - Film réalisé par François Hanss - Production exécutive : Paul Van Parys pour Stuffed Monkey | - Danseurs : Aziz Baki, Nicholas Menna, Manuel Gouffran, Raphael Baptista, Ivo Bauchiero et Mehdi Baki - Chorégraphies : - Mylène Farmer et Christophe Danchaud pour Désenchantée, Sans contrefaçon, Je t'aime mélancolie et C'est une belle journée - Franck Desplanches pour À l'ombre - David Leighton pour Oui mais...non - Coordinateur chorégraphique : Christophe Danchaud, sauf : - Oui mais...non : Valéry Bony et Christophe Danchaud - Performeur et auteur de la transfiguration sur À l'ombre : Olivier de Sagazan - Conception du décor : Mark Fisher et Ric Lipson - Conception des images : Eve Ramboz, Luc Froehlicher et Laszlo Bordos - Conception des lumières : Dimitri Vassiliu - Son salle : Stéphane Plisson pour la société Maw - Création des costumes : Jean-Paul Gaultier - Création coiffure : John Nollet - Maquillage : Carole Lasnier - Coiffure : Frédéric Birault - Préparateur physique de Mylène Farmer : Hervé Lewis - Coach vocal : Karen Nimereala - Photos : Nathalie Delépine, Claude Gassian et Robin - Communication et design : Henry Neu pour Com'N.B - Mastering : André Perriat chez Top Master |